# Kazimierz Milewski

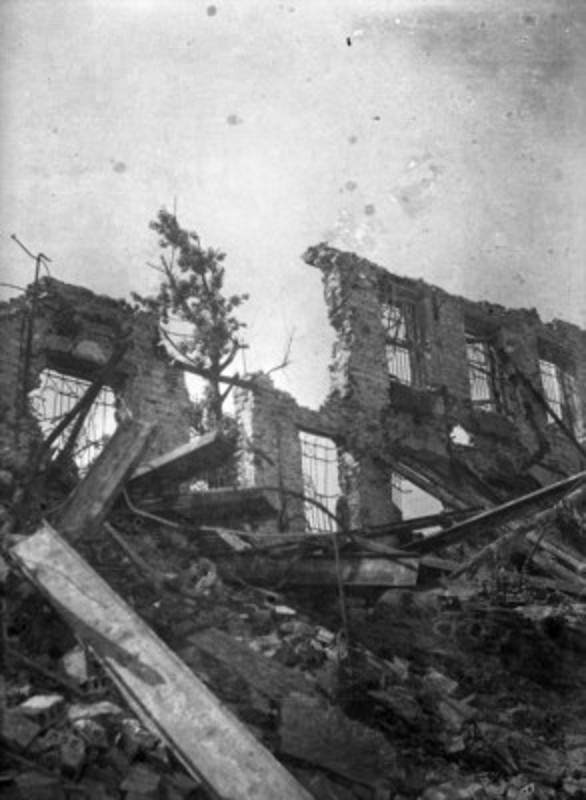
Szpital św. Jana Bożego, gdzie zginął Kazimierz Milewski

Kazimierz Milewski ps. „Janka” (ur. 16 sierpnia 1921 w Gdańsku, zm. 22 sierpnia 1944 w Warszawie) – harcerz, powstaniec warszawski, żołnierz II plutonu „Alek” 2. kompanii „Rudy” batalionu „Zośka” Zgrupowania „Radosław” Armii Krajowej. 

## Życiorys
Syn Bernarda Milewskiego, inspektora Urzędu Emigracyjnego Wolnego Miasta Gdańska, współzałożyciela Macierzy Szkolnej, wiceprezesa Gminy Polskiej i Jadwigi z Pyczyńskich, działaczki Towarzystwa Polek i śpiewaczki w Chórze Polskim „Lutnia”. Oboje rodzice działali w Polonii Wolnego Miasta Gdańsk. Brat Tadeusza Milewskiego. Uczęszczał do Gimnazjum Polskiego Gdańsk. Działał od 1932 r. w IV lotniczej Gdańskiej Drużynie Harcerzy im. Żwirki i Wigury. Od 1935 r. mieszkał we Wrzeszczu, następnie w Sopocie. 
Tuż przed wybuchem wojny wyjechał wraz z bratem Tadeuszem do Warszawy, gdzie przebywała ich matka, młodszy brat Stanisław oraz siostra Jadwiga. Z Warszawy wyjechał do Kowla, gdzie poznał Wojciecha Omyłę, a stamtąd do Kowna. W listopadzie 1941 r. powrócił do stolicy i przyłączył się do konspiracji.
W powstaniu warszawskim walczył na Woli i Starym Mieście. Brał udział w wyzwalaniu obozu koncentracyjnego KL Warschau przy ul. Gęsiej („Gęsiówka”). Ciężko ranny 19 sierpnia od pocisku, który urwał mu prawą rękę, zmarł trzy dniu później w Szpitalu Jana Bożego. Jego ciała nigdy nie odnaleziono. Jego symboliczny grób znajduje się na Cmentarzu Wojskowym na Powązkach w kwaterze żołnierzy batalionu „Zośka” (kwatera A20-3-18).
Został odznaczony Krzyżem Walecznych.